# Élections législatives de 1876 dans la Sarthe
Les élections législatives de 1876 ont eu lieu les 20 février et 5 mars.

## Députés élus
|   | Circonscription | Député élu                                    |  | Groupe parlementaire |
| - | --------------- | --------------------------------------------- |  | -------------------- |
| 1 | La Flèche       | Auguste Galpin                                |  | Centre gauche        |
| 2 | 1re de Le Mans  | Anselme Rubillard                             |  | Gauche républicaine  |
| 3 | 2e de Le Mans   | Alphonse-Alfred Haentjens                     |  | Appel au peuple      |
| 4 | 1re de Mamers   | Charles Gabriel Sosthènes de La Rochefoucauld |  | Légitimiste          |
| 5 | 2e de Mamers    | Fernand de Perrochel                          |  | Légitimiste          |
| 6 | Saint-Calais    | Pierre Le Monnier                             |  | Union républicaine   |

## Résultats à l'échelle du département
| Partis         | Partis                     | Premier tour | Premier tour | Deuxième tour | Deuxième tour | Sièges |
| Partis         | Partis                     | Voix         | %            | Voix          | %             | Sièges |
| -------------- | -------------------------- | ------------ | ------------ | ------------- | ------------- | ------ |
|                | Républicains modérés       | 33 890       | 32,48        | 8 832         | 28,03         | 2      |
|                | Légitimistes               | 25 255       | 24,20        | 6 527         | 20,72         | 2      |
|                | Républicains conservateurs | 18 350       | 17,59        | 6 118         | 19,42         | 1      |
|                | Bonapartistes              | 15 544       | 14,90        | 10 029        | 31,83         | 1      |
|                | Orléanistes, Centre droit  | 11 299       | 10,83        |               |               | 0      |
|                |                            |              |              |               |               |        |
| Inscrits       | Inscrits                   | 125 168      | 100,00       | 38 781        | 100,00        | 6      |
| Votants        | Votants                    |              |              | 31 759        | 81,89         |        |
| Abstentions    | Abstentions                |              |              | 7 022         | 18,11         |        |
| Blancs et nuls | Blancs et nuls             |              |              | 253           | 0,80          |        |
| Exprimés       | Exprimés                   | 104 338      |              | 31 506        | 99,20         |        |

## Résultats par arrondissement

### Arrondissement de La Flèche
| Candidats      | Candidats      | Étiquette                | Premier tour | Premier tour |
| Candidats      | Candidats      | Étiquette                | Voix         | %            |
| -------------- | -------------- | ------------------------ | ------------ | ------------ |
|                | Auguste Galpin | Républicain conservateur | 13 121       | 57,54        |
|                | de Juigné      | Légitimiste              | 8 460        | 37,10        |
|                | Bertron-Auger  | Centre droit             | 1 221        | 5,35         |
|                |                |                          |              |              |
| Inscrits       | Inscrits       | Inscrits                 | 27 393       | 100,00       |
| Votants        | Votants        | Votants                  | 22 882       | 83,53        |
| Abstention     | Abstention     | Abstention               | 4 511        | 16,47        |
| Blancs et nuls | Blancs et nuls | Blancs et nuls           | 80           | 0,35         |
| Exprimés       | Exprimés       | Exprimés                 | 22 802       | 99,65        |

### Arrondissement du Mans

#### 1recirconscription
| Candidats      | Candidats         | Étiquette           | Premier tour | Premier tour |
| Candidats      | Candidats         | Étiquette           | Voix         | %            |
| -------------- | ----------------- | ------------------- | ------------ | ------------ |
|                | Anselme Rubillard | Gauche républicaine | 11 460       | 60,92        |
|                | Bouriat           | Orléaniste          | 6 192        | 32,91        |
|                | Clouet            | Légitimiste         | 1 161        | 6,17         |
|                |                   |                     |              |              |
| Inscrits       | Inscrits          | Inscrits            | 24 403       | 100,00       |
| Votants        | Votants           | Votants             | 19 036       | 78,01        |
| Abstention     | Abstention        | Abstention          | 5 367        | 21,99        |
| Blancs et nuls | Blancs et nuls    | Blancs et nuls      | 223          | 1,17         |
| Exprimés       | Exprimés          | Exprimés            | 18 813       | 98,83        |

#### 2ecirconscription
| Candidats      | Candidats                 | Étiquette           | Premier tour | Premier tour | Deuxième tour | Deuxième tour |
| Candidats      | Candidats                 | Étiquette           | Voix         | %            | Voix          | %             |
| -------------- | ------------------------- | ------------------- | ------------ | ------------ | ------------- | ------------- |
|                | Louis Cordelet            | Gauche républicaine | 8 044        | 41,85        | 8 832         | 46,83         |
|                | Alphonse-Alfred Haentjens | Bonapartiste        | 7 252        | 37,73        | 10 029        | 53,17         |
|                | Bernard Dutreil           | Légitimiste         | 3 923        | 20,41        |               |               |
|                |                           |                     |              |              |               |               |
| Inscrits       | Inscrits                  | Inscrits            | 23 355       | 100,00       | 23 355        | 100,00        |
| Votants        | Votants                   | Votants             |              |              | 18 934        | 81,07         |
| Abstention     | Abstention                | Abstention          |              |              | 4 421         | 18,93         |
| Blancs et nuls | Blancs et nuls            | Blancs et nuls      |              |              | 73            | 0,39          |
| Exprimés       | Exprimés                  | Exprimés            | 19 219       |              | 18 861        | 99,61         |

### Arrondissement de Mamers

#### 1recirconscription
| Candidats      | Candidats                                     | Étiquette                | Premier tour | Premier tour | Deuxième tour | Deuxième tour |
| Candidats      | Candidats                                     | Étiquette                | Voix         | %            | Voix          | %             |
| -------------- | --------------------------------------------- | ------------------------ | ------------ | ------------ | ------------- | ------------- |
|                | Faliès                                        | Bonapartiste             | 5 479        | 36,62        |               |               |
|                | Granger                                       | Républicain conservateur | 5 229        | 34,95        | 6 118         | 48,38         |
|                | Charles Gabriel Sosthènes de La Rochefoucauld | Légitimiste              | 4 252        | 28,42        | 6 527         | 51,62         |
|                |                                               |                          |              |              |               |               |
| Inscrits       | Inscrits                                      | Inscrits                 | 15 426       | 100,00       | 15 426        | 100,00        |
| Votants        | Votants                                       | Votants                  |              |              | 12 825        | 83,14         |
| Abstention     | Abstention                                    | Abstention               |              |              | 2 601         | 16,86         |
| Blancs et nuls | Blancs et nuls                                | Blancs et nuls           |              |              | 180           | 1,40          |
| Exprimés       | Exprimés                                      | Exprimés                 | 14 960       |              | 12 645        | 98,60         |

#### 2ecirconscription
| Candidats      | Candidats                 | Étiquette                | Premier tour | Premier tour |
| Candidats      | Candidats                 | Étiquette                | Voix         | %            |
| -------------- | ------------------------- | ------------------------ | ------------ | ------------ |
|                | Fernand de Perrochel      | Légitimiste              | 7 459        | 53,73        |
|                | Hortensius de Saint-Albin | Républicain conservateur | 3 610        | 26,00        |
|                | Gaston Galpin             | Bonapartiste             | 2 813        | 20,26        |
|                |                           |                          |              |              |
| Inscrits       | Inscrits                  | Inscrits                 | 16 937       | 100,00       |
| Votants        | Votants                   | Votants                  | 13 983       | 82,56        |
| Abstention     | Abstention                | Abstention               | 2 954        | 17,44        |
| Blancs et nuls | Blancs et nuls            | Blancs et nuls           | 101          | 0,72         |
| Exprimés       | Exprimés                  | Exprimés                 | 13 882       | 99,28        |

### Arrondissement de Saint-Calais
| Candidats      | Candidats         | Étiquette          | Premier tour | Premier tour |
| Candidats      | Candidats         | Étiquette          | Voix         | %            |
| -------------- | ----------------- | ------------------ | ------------ | ------------ |
|                | Pierre Le Monnier | Union républicaine | 10 776       | 73,50        |
|                | Gruau             | Centre droit       | 3 886        | 26,50        |
|                |                   |                    |              |              |
| Inscrits       | Inscrits          | Inscrits           | 17 654       | 100,00       |
| Votants        | Votants           | Votants            | 14 809       | 83,88        |
| Abstention     | Abstention        | Abstention         | 2 845        | 16,12        |
| Blancs et nuls | Blancs et nuls    | Blancs et nuls     | 147          | 0,99         |
| Exprimés       | Exprimés          | Exprimés           | 14 662       | 99,01        |

## Sources
1. 1 2 3 4 5 6 7 8 9 10 11 12  « Le Temps », sur Gallica, 22 février 1876 (consulté le 16 avril 2021)
2. ↑  « Auguste, Léopold, Frédéric, Clément Galpin - Base de données des députés français depuis 1789 - Assemblée nationale », sur www2.assemblee-nationale.fr (consulté le 19 mai 2021)
3. ↑  « Anselme, Maurice Rubillard - Base de données des députés français depuis 1789 - Assemblée nationale », sur www2.assemblee-nationale.fr (consulté le 19 mai 2021)
4. ↑  « Visionneuse - Archives départementales d'Eure et Loir », sur www.archives28.fr (consulté le 19 mai 2021)
5. ↑  « Alphonse, Alfred Haentjens - Base de données des députés français depuis 1789 - Assemblée nationale », sur www2.assemblee-nationale.fr (consulté le 19 mai 2021)
6. ↑  « Marie, Charles, Gabriel, Sosthène La Rochefoucauld de Bisaccia - Base de données des députés français depuis 1789 - Assemblée nationale », sur www2.assemblee-nationale.fr (consulté le 3 juin 2021)
7. ↑  « Fernand, Clovis, Ludovic de Perrochel - Base de données des députés français depuis 1789 - Assemblée nationale », sur www2.assemblee-nationale.fr (consulté le 3 juin 2021)
8. ↑  « Pierre, Jean-Baptiste Le Monnier - Base de données des députés français depuis 1789 - Assemblée nationale », sur www2.assemblee-nationale.fr (consulté le 3 juin 2021)